# Arnold Clerinx
Jan "Arnold" Clerinx (Sint-Truiden, 3 augustus 1816 - aldaar, 15 november 1898) was een Belgische orgelbouwer. Hij is vooral bekend omwille van het door hem in 1847 gepatenteerde systeem waardoor de luchttoevoer gelijkmatiger verloopt zodat registers naar keuze op meerdere manualen kunnen gebruikt worden. Een aantal van de door Clerinx gebouwde orgels zijn beschermd als monument.

## Loopbaan
Arnold Clerinx werd geboren als zoon van een tingieter in Sint-Truiden. Mogelijks is hij in contact gekomen met de wereld van de orgelbouw via de tingieterij van zijn vader omdat metalen orgelpijpen van tin worden gemaakt of van een legering van lood en tin. Clerinx volgde een aanvankelijk een opleiding als uurwerkmaker maar ging daarna in de leer bij orgelbouwer Pieter-Adam Van Dinter. Tussen 1843 en 1887 bouwde hij ruim 100 orgels, voornamelijk voor kerken in het bisdom Luik. Clerinx had een werkplaats in het stadscentrum van Sint-Truiden. In zijn beste periode, tussen 1847 en 1867, had hij er tot 20 mensen in dienst.
Voor de orgelkasten en ornamenten nam Clerinx in 1851 Cornelis Janssen in dienst. Deze leerde het vak in Eindhoven en vestigde zich daarna in Peer. Nadien richtte Janssen in Sint-Truiden een belangrijk bedrijf op voor kerkmeubilair met wel 30 werknemers, maar hij bleef contractueel samenwerken met Clerinx.
Nadat Clerinx omstreeks 1887 gestopt was met het bouwen van orgels hield hij zich tot aan zijn dood nog bezig met het herstellen van klokken en uurwerken.

## Orgelbouwstijl
Bekende leerlingen van Clerinx waren de Duitser Frederik Ruëf, die in 1856 in Sint-Truiden een eigen atelier opende, en de Nederlander Jan J. Leyser, die rond 1860 vennoot werd in de firma Pereboom & Leijser in Maastricht. De stijl van deze groep orgelbouwers kan worden aangeduid als romantisch classicisme, waarvan Arnold Clerinx de voornaamste vertegenwoordiger is.

## Orgels van Clerinx

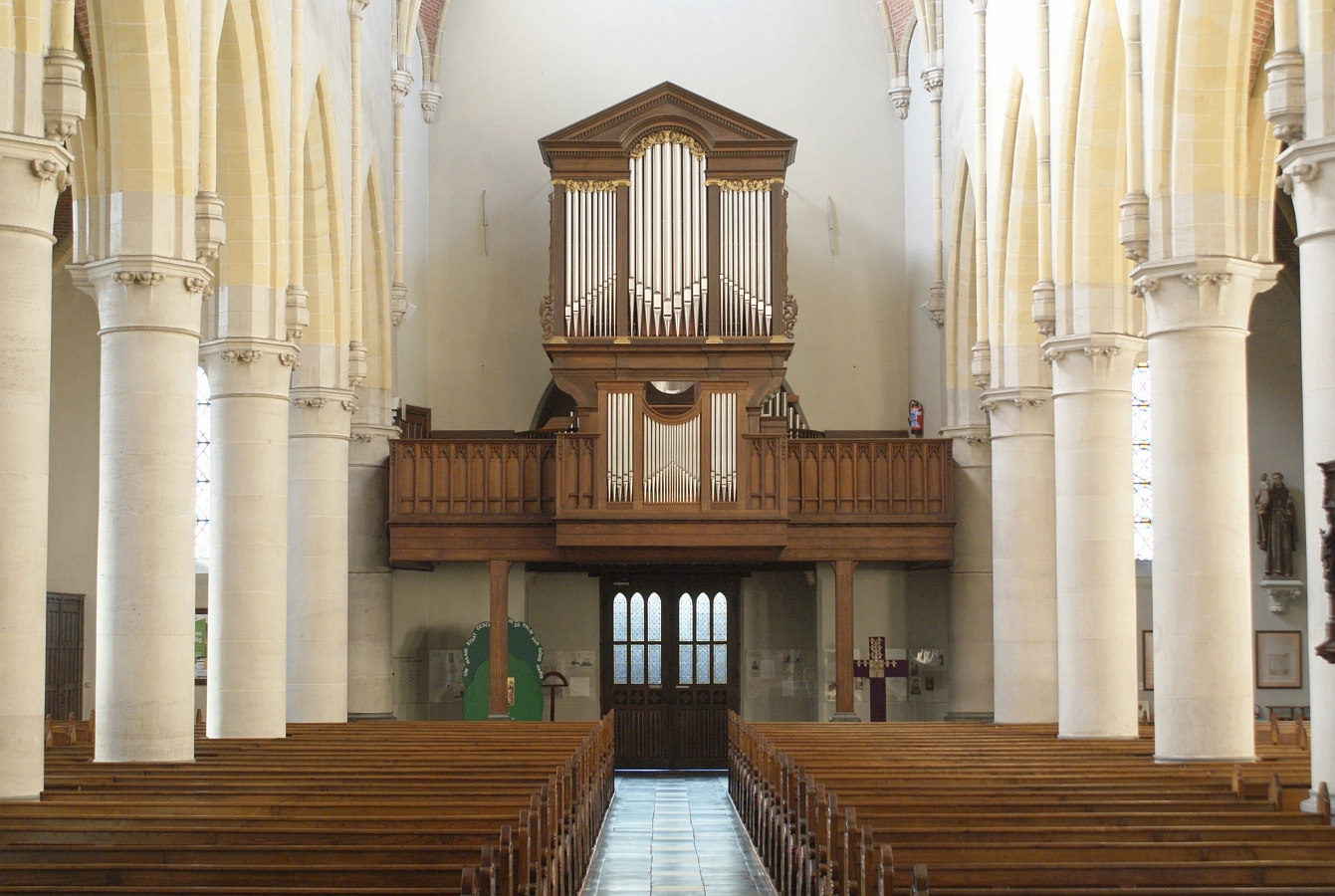
Clerinxorgel uit 1843 in de Sint-Pietersbandenkerk (Lommel)

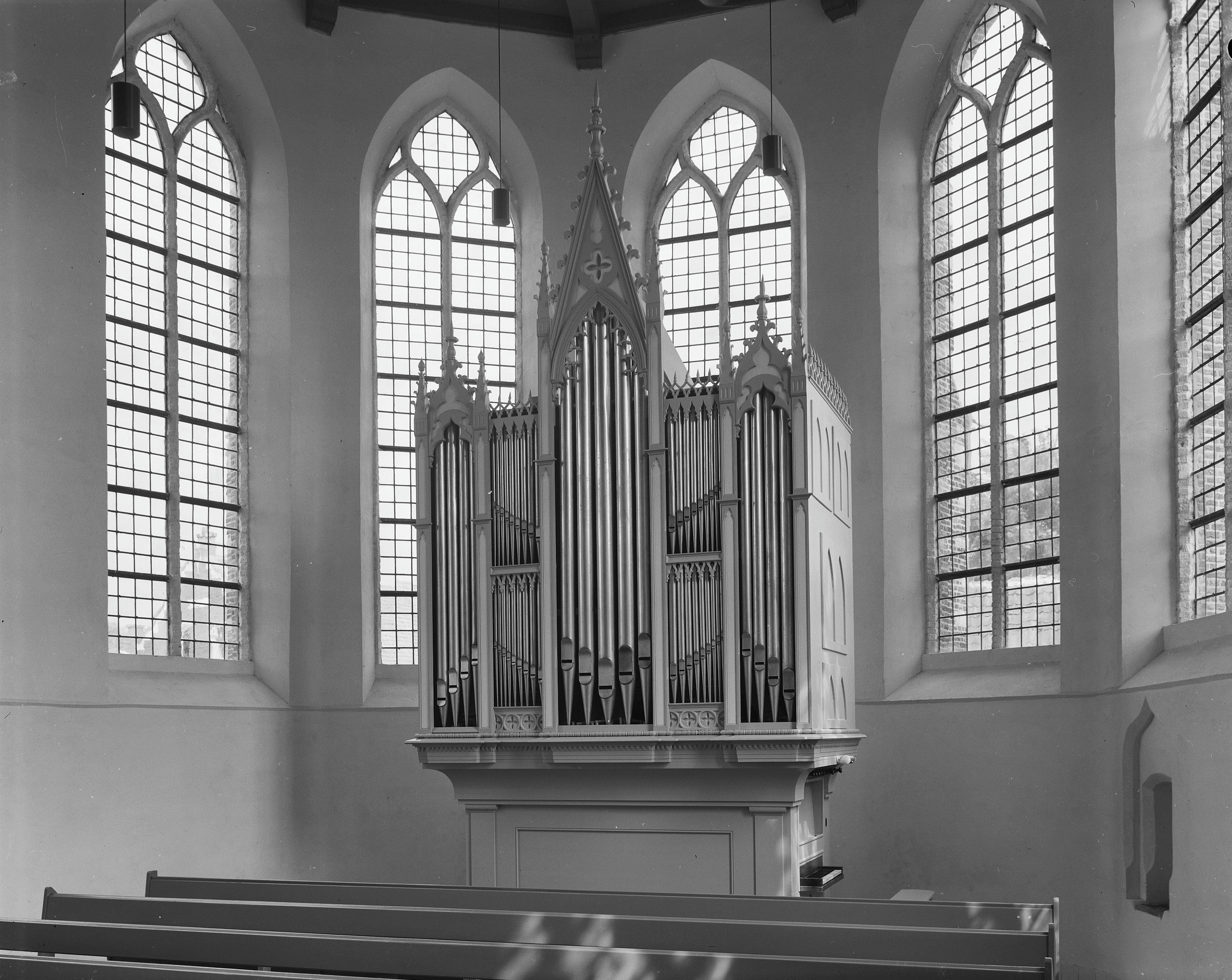
Clerinxorgel uit 1845 in de Hervormde kerk van Nieuw-Helvoet, in 1971 overgeplaatst vanuit Luik

In de volgende niet-volledige lijst zijn de kerken met een Clerinxorgel opgesomd. Sommige van deze orgels zijn beschermd als monument.
- Sint-Pietersbandenkerk, Lommel (1843)
- Eglise St-Martin, Ans (1843)
- Sint-Trudokerk, Peer (1846)
- Kapel van de Zwartzusters, Hamont (voor 1847)
- Sint-Quirinuskerk, Rukkelingen-Loon (1847, beschermd in 2004)
- Sint-Pieterskerk, Kortessem (1847)
- Sint-Nicolaaskerk, Heythuysen (1848, oorspronkelijk Sint-Gertrudiskerk te Beverst, daarna Stevenskerk te Nijmegen)
- Sint-Lambertuskerk, Nederweert (1849)
- Sint-Stefanuskerk, Val-Meer (1849, beschermd in 2001)
- Hervormde Kerk, Nieuw-Helvoet (circa 1850, oorspronkelijk in de kapel van de Soeurs de La Miséricorde te Luik)
- Église Sainte-Agathe, Awans (1850)
- Église Saint-Gilles, Froidthier (1850)
- Sint-Vedastuskerk, Hoepertingen (1851)
- Eglise St-Etienne, Awirs (1851)
- Sint-Albanuskerk, Vlijtingen (1852)
- Sint-Ursulakerk, Eigenbilzen (1852, beschermd in 2004)
- Sint-Pantaleonkerk, Kerniel (1853, beschermd in 2004)
- Eglise du Grand Séminaire, Liège (1854)
- Eglise St-Pierre, Warsage (1855)
- Onze-Lieve-Vrouw Tenhemelopnemingskerk, Veulen (1856)
- Église Saint-Hubert, Esneux (1856)
- Église Saint-Gilles, Chaineux (1856, beschermd in 1991)
- Église Sainte-Catherine, Luik (1856, beschermd in 1998)
- Église Saint-Denis, Fléron (1858, beschermd in 1982)
- Église Saint-Marcellin, Chokier (1858)
- Église Saint-Pierre, Saive (1858)
- Église Saint-Antoine l'Ermite, Thimister (1858)
- Eglise Notre-Dame, Villers-l'Evêque (1858)
- Sint-Martinuskerk, Groot-Gelmen (1859, beschermd in 2004)
- Sint-Aldegondiskerk, Alken (1860)
- Virga-Jessebasiliek, Hasselt (1860, oorspronkelijk in de Sint-Elisabethzaal in Antwerpen)
- Sint-Odulfuskerk, Borgloon (1861)
- Collégiale Sainte-Croix, Luik (1861, in een buffet dat dateert van 1609)
- Église Saint-Pierre, Borgworm (1862)
- Eglise St-Lambert, Mons-lez-Liège (1862)
- Église de la Conception Immaculée, Remouchamps (1862)
- Sint-Pauluskerk, Geetbets (1863)
- Église Saint-Alexandre, Xhendelesse (1865)
- Collégiale Sainte-Ode et Saint-Georges, Amay (1866)
- Onze-Lieve-Vrouwbasiliek, Kortenbos (1867)
- Minderbroederskerk, Tielt (1868-1869)
- Eglise St-Lambert, Hermalle-sous-Argenteau (1869)
- Eglise St-Etienne, Vottem (1870)
- Église Saint-Lambert, Herstal (1870, beschermd in 1992)
- Eglise St-Pierre, Chênée (1871)
- Église Saints-Hermes-et-Alexandre, Theux (1873)
- Onze-Lieve-Vrouwkerk, Sint-Truiden (1875)
- Eglise Ste-Anne Lincé (1879)
- Onze-Lieve-Vrouw der Armenkerk, Lutlommel (1884)
- Sint-Lambertuskerk, Opheers (1887, beschermd in 2004)
- Église Saint-Martin, Fumal (?, beschermd in 1975)
- Sint-Maternuskerk, Vechmaal (?, beschermd in 2004)
- Sint-Martinuskerk, Heers (?, beschermd in 2004)
- Onze-Lieve-Vrouw Hemelvaartkerk, Sint-Lambrechts-Woluwe (?)
- St Alfonsuskerk, Bommershoven (?, beschermd in 2001)